# Bavayia sauvagii
Bavayia sauvagii — вид геконоподібних ящірок родини диплодактилідів (Diplodactylidae). Ендемік Нової Каледонії. Вид названий на честь французького палеонтолога Анрі Еміля Соважа.

## Поширення і екологія
Bavayia sauvagii широко поширені на півдні Нової Каледонії. Вони живуть в тропічних лісах і чагарникових заростях, на висоті до 500 м над рівнем моря. Ведуть нічний спосіб життя.

## Збереження
МСОП класифікує цей вид як такий, що перебуває під загрозою зникнення. Bavayia sauvagii загрожує знищення природного середовища і хижацтво з боку інтродукованих мурах Wasmannia auropunctata.